# Liste des cathédrales d'Inde
Cet article recense les cathédrales d'Inde.

## Liste
- Cathédrale Saint-François-Xavier, à Agartala
- Cathédrale de l'Immaculée-Conception, à Ajmer
- Cathédrale de Tous-les-Saints, à Allahabad
- Cathédrale de l'Enfant-Jésus, à Arisipalayam
- Cathédrale de la Petite-Fleur, à Bhadravathi
- Cathédrale Saint-François-Xavier, à Bangalore
- Cathédrale Saint-Alphonse, à Bareilly
- Cathédrale Sainte-Marie, à Bénarès
- Cathédrale Saint-François-d'Assise, à Bhopal
- Cathédrale du Saint-Nom, à Bombay
- Cathédrale du Christ-Lumière-du-Monde, à Bongaigaon
- Cathédrale Saint-Paul, à Calcutta (anglicane)
- Cathédrale du Très-Saint-Rosaire, à Calcutta (catholique)
- Cathédrale Saint-Thomas, à Mylapore, Chennai
- Cathédrale Saint-Joseph, à Chikmagalur
- Cathédrale de la Sainte-Croix (cathédrale Santa Cruz), à Cochin
- Cathédrale Saint-Michel, à Coimbatore
- Cathédrale Saint-Joseph, à Dindigul
- Cathédrale Saint-Francois-d'Assise, à Ernakulam-Cochin
- Cathédrale de Notre-Dame-des-Ports, à Ernakulam-Cochin (rite syro-malabar)
- Cathédrale Sainte-Catherine (cathédrale Santa Catarina), à Old Goa
- Cathédrale Saint-Joseph, à Gorakhpur
- Cathédrale du Christ-Porteur-de-Bonne-Nouvelle, à Guwahati
- Co-cathédrale Saint-Joseph, à Guwahati
- Cathédrale Saint-Joseph, à Hyderabad
- Cathédrale Saint-Thomas, à Irinjalakuda (rite syro-malabar)
- Cathédrale Sainte-Marie, à Jammu Cantonment
- Cathédrale Saint-Antoine, à Jhansi
- Cathédrale Saint-Dominique, à Kanjirapally (rite syro-malabar)
- Cathédrale de l'Annonciation, à Karwar
- Cathédrale Sainte-Croix, à Kochi
- Cathédrale du Christ-Roi, à Kottayam (rite syro-malabar)
- Cathédrale Saint-Joseph, à Lucknow
- Cathédrale Notre-Dame-des-Douleurs, à Madurai
- Cathédrale Notre-Dame-du-Rosaire, à Mangalore
- Cathédrale Saint-Joseph, à Meerut
- Cathédrale Saint-Joseph de Muvattupuzha, à Muvattupuzha (rite syro-malabar)
- Cathédrale Sainte-Philomène, à Mysore
- Cathédrale du Sacré-Cœur, à New Delhi
- Cathédrale de la Mère-de-Dieu, à Palayam
- Cathédrale Sainte-Marie, à Parassala
- Cathédrale Sainte-Marie-Reine-des-Apôtres, à Patna
- Cathédrale de l'Immaculée-Conception, à Pondichéry
- Cathédrale Saint-Patrick, à Puné
- Cathédrale Saint-Pierre, à Purnea
- Cathédrale de l'Immaculée-Conception, à Ranchi
- Cathédrale Sainte-Thérèse, à Sagar
- Cathédrale Sainte-Marie-Auxiliatrice, à Shillong
- Cathédrale Saint-Michel-et-Saint-Joseph, à Simla
- Cathédrale du Sacré-Cœur, à Tanjavûr
- Cathédrale Saint-Jean, à Tiruvalla (rite syro-malankar)
- Cathédrale Sainte-Marie, à Trivandrum (rite syro-malankar)
- Cathédrale Saint-Joseph, à Trivandrum (rite syro-malankar)
- Cathédrale Notre-Dame-de-Grâce (Our Lady of Grace's cathedral), à Vasai